# Stora Munkholmen, Sverige
Stora Munkholmen är en ö i Gryts socken i Valdemarsviks kommun. Ön har en yta på 2,3 hektar.
Stora Munkholmen består mestadels av klippor och tallskog. Historiskt har ön inte haft någon fast befolkning, men ett par som 1986 köpte ön gjorde 1997 ett fritidshus på ön till permanentbostad.